# Nössemark
Nössemark är en bebyggelse i Dals-Eds kommun och kyrkbyn i Nössemarks socken belägen vid sjön Stora Le i nordvästra Dalsland nära riksgränsen mellan Norge och Sverige. Orten var till 2005 av SCB betecknad som en småort men efter befolkningsminskning hade denna status upphört 2010, för att 2015 åter klassas som småort, som åter upphörde 2023.
I orten ligger Nössemarks kyrka. Trots den lilla folkmängden finns en matbutik ("lanthandel") som även får många norska kunder.
Orten är skådeplats för den fiktiva TV-serien Röd snö. 